# Борхетти, Харед
Харе́д Франси́ско Борхе́тти Эчаварри́я (исп. Jared Francisco Borgetti Echavarría; род. 14 августа 1973, Кульякан, Синалоа) — мексиканский футболист, выступавший на позиции нападающего. Один из лучших нападающих в истории мексиканского футбола. Второй бомбардир в истории сборной Мексики (46 голов).

## Клубная карьера
Первый матч на профессиональном уровне провёл 6 марта 1994 года в составе футбольного клуба «Атлас», в котором его команда уступила со счётом 1:3 «Америке».
После двух успешных сезонов в составе гвадалахарского клуба перешёл в «Сантос Лагуна». Переход в Сантос оказался важным моментом в карьере нападающего — уже в первом сезоне он завоевал со своей новой командой титул чемпиона Мексики (зима 1996), забив при этом 16 мячей. Впоследствии Борхетти стал главной звездой «Сантоса», забив 189 мячей в 295 играх за этот клуб. Летом 2001 года вновь помог своему клубу выиграть титул чемпиона, забив 22 гола в 22 играх.
Летом 2004 года Борхетти ушёл из «Сантоса», заявив, что хочет играть в команде из своего родного города — Дорадос де Синалоа, однако провёл там всего один сезон, забив 8 голов в 14 матчах.
В 2005 году вновь сменил клуб, перейдя в «Пачуку», провёл там один сезон, забив 8 голов в 15 матчах.
Став лучшим бомбардиром отборочного цикла чемпионата мира 2006 года, привлёк внимание многих европейских клубов и летом 2005 подписал контракт с английским клубом «Болтон Уондерерс». Дебютировал в английской Премьер-лиге 24 августа 2005 года в матче против Ньюкасла (2:0), а свой первый гол за «Уондерерс» забил 15 сентября в матче Кубка УЕФА с «Локомотивом» из Пловдива. Закончил сезон с 8 забитыми мячами.
После европейского сезона 2005/06 ушёл из «Болтон Уондерерс» в саудовский «Аль-Иттихад», где уже играли немало известных игроков. Провёл в составе клуба 15 матчей, в которых забил 10 голов.
26 декабря 2006 года объявил о своём возвращении на родину — на этот раз в Крус Асуль. В составе «цементников» Харед провёл не самый лучший сезон — череда травм и отсутствие постоянной игровой практики, и в результате он забил всего 7 мячей в 26 матчах.
В 2008 году перешёл в «Монтеррей», где завоевал доверие тренера Рикардо Лавольпе и смог чаще играть в основном составе. Одним из лучших матчей стал четвертьфинальный поединок против «Гвадалахара Чивас», где Борхетти отметился хет-триком и помог своему клубу выйти в полуфинал.
4 января 2009 года перешёл в Гвадалахару, получив возможность сыграть в Кубке Либертадорес 2009 и сезоне Апертуры 2009. За полгода, проведённые в составе «Гвадалахары», не забил ни одного гола, самый неудачный сезон усугубился ещё и тем, что «Гвадалахара» снялась с розыгрыша Кубка Либертадорес из-за эпидемии свиного гриппа. 17 июня 2009 года был отдан в аренду клубу «Пуэбла» сроком на один год. В предсезонных матчах получил перелом грудной клетки, в результате чего не смог играть первые четыре недели апертуры.
27 декабря 2009 года вновь сменил клуб, подписав контракт с футбольным клубом «Монаркас» из Морелии. В 2010 году перешёл в мексиканский клуб из второго Мексиканского дивизиона «Леон».

## Карьера в сборной
Впервые вышел в составе сборной Мексики в 1997 году в мачте против Эквадора, но после этого ещё долго не мог закрепиться в основном составе.
Летом 2001 защищал цвета сборной Мексики на Кубке Америки. Забил два гола, при этом оба оказались победными — в матче группового этапа поразил ворота сборной Бразилии, в результате мексиканцы выиграли 1:0, а в полуфинале забил Уругваю, и его команда победила 2:1. В скандальном финальном матче мексиканцы проиграли колумбийцам; Харед провёл на поле все 90 минут.
На чемпионате мира 2002 года наряду с Куатемоком Бланко был настоящим лидером команды, забил важный гол сборной Эквадора, позволивший мексиканцам одержать победу; а гол в ворота Буффона в матче против Италии, который Борхетти забил головой в борьбе с Паоло Мальдини, был признан одним из лучших голов чемпионата мира и лучшим голом, забитым на территории Японии.
На Кубке конфедераций 2005 стал лучшим бомбардиром своей сборной — на групповом этапе забил гол в ворота Бразилии, позволивший мексиканцам в очередной раз победить «пента-кампеонов» со счётом 1:0, а в матче за 3-е место против Германии отметился дублем в ворота Оливера Кана. Также забил гол в проигранной мексиканцами серии пенальти полуфинального матча против Аргентины.
В ходе отборочного турнира к чемпионату мира 2006 года забил в ворота соперников 14 мячей, став лучшим бомбардиром среди всех отборочных групп.
На чемпионате мира 2006 года Борхетти было уже 32 года, но при этом он оставался ключевым игроком сборной. В первом матче против Ирана, который мексиканцы выиграли 3:1, он получил травму, в результате чего был вынужден пропустить 2 следующих матча. В отсутствии своего лидера Мексика, хоть и с трудом, всё же вышла из группы, и у Борхетти появилась возможность сыграть в 1/8 финала против Аргентины. Однако не залеченная травма не дала играть в полную силу, более того, он стал антигероем матча, при счёте 1:0 в пользу сборной Мексики срезав мяч в собственные ворота после удара Креспо. Мексиканцы проиграли матч в дополнительное время и вылетели из дальнейшей борьбы.
Из-за травмы не поехал на Кубок Америки по футболу 2007, в результате дав шанс проявить себя молодому Нери Кастильо.

## Титулы и достижения
- Чемпион Мексики (2): Зима 1996, Лето 2001
- Победитель Золотого кубка КОНКАКАФ (1): 2003
- Лучший бомбардир чемпионата Мексики (3): Зима 2000, Лето 2001
- Футболист года в Мексике (1): 2000
- Лучший бомбардир в истории «Сантоса Лагуны»
- Игрок, проведший наибольшее число матчей в истории «Сантоса Лагуны»